# ستيفن يون
يون سانغ يوب  (الكورية: 연상엽؛ من مواليد 21 ديسمبر 1983)، المعروف مهنيًا باسم ستيفن يون، ممثل أمريكي. صعد إلى الشهرة عندما لعب دور جلين ري في المسلسل التلفزيوني الموتى السائرون (2010–2016). حصل على إشادة من النقاد لبطولته في فيلم الإثارة احتراق (2018) وفيلم الدراما ميناري (2020). والذي أكسبه ترشيحًا لجائزة الأوسكار لأفضل ممثل، ليصبح أول ممثل أمريكي آسيوي يحصل على هذا الشرف. صنفته مجلة التايم ضمن أكثر 100 شخصية مؤثرة في العالم لعام 2021. في عام 2023، قام ببطولة مسلسل الكوميديا السوداء غضب على الطريق (2023)، والذي ترشح عنه لجائزة الإيمي برايم تايم.

## الأعمال
- 2010: نظرية الانفجار العظيم
- 2017-2010: الموتى السائرون
- 2013: أسطورة كورا
- 2017: النجمة

1. ↑  أفلامي.آي تي، QID:Q3841788
2. ↑  "Golden Globes: 'Oppenheimer' Leads With Five Wins, 'Succession' Tops TV With Four (Complete Winners List)" (بالإنجليزية). 8 Jan 2024. Retrieved 2024-01-08.
3. ↑  Steven Yeun Replies to Fans on the Internet | Actually Me | GQ (Video). 8 مارس 2021. مؤرشف من الأصل في 2024-12-18.
4. ↑  Sharf, Zack (15 Mar 2021). "Steven Yeun Just Became the First Asian-American Best Actor Nominee in Oscars History". IndieWire (بالإنجليزية). Archived from the original on 2021-04-09. Retrieved 2021-03-15.
5. ↑  "Steven Yeun". Time. 15 سبتمبر 2021. مؤرشف من الأصل في 2023-10-13. اطلع عليه بتاريخ 2023-04-27.
6. ↑  "Emmys 2023: The Complete Nominations List". Variety. 12 يوليو 2023. مؤرشف من الأصل في 2023-10-30. اطلع عليه بتاريخ 2023-07-12.
7. ↑  Sun, Rebecca (18 Apr 2023). "Netflix, 'Beef' Producers, A24 Under Fire for Silence Amid David Choe Rape Story Controversy". The Hollywood Reporter (بالإنجليزية الأمريكية). Archived from the original on 2023-06-01. Retrieved 2023-04-18.

## وصلات خارجية
- ستيفن يون على موقع IMDb (الإنجليزية)
- ستيفن يون على موقع روتن توميتوز (الإنجليزية)
- ستيفن يون على موقع ألو سيني (الفرنسية)
- ستيفن يون على موقع ميوزك برينز (الإنجليزية)
- ستيفن يون على موقع أول موفي (الإنجليزية)
- ستيفن يون على موقع بوكس أوفيس موجو (الإنجليزية)
- ستيفن يون على موقع إن إن دي بي (الإنجليزية)
- ستيفن يون على موقع قاعدة بيانات الفيلم (الإنجليزية)
- ستيفن يون على موقع كينوبويسك (الروسية)